# Seje delovnih teles 8. državnega zbora Republike Slovenije
Redne seje delovnih teles skličejo predsedniki delovnih teles 14 dni pred sejo.
Nujne seje so lahko sklicane v krajšem času na podlagi:
- sklepa državnega zbora,
- sklepa Kolegija predsednika.
- zahteve tretjine članov delovnega telesa ali
- zahteve poslanske skupine.

Če predsednik delovnega telesa seje ne skliče, jo lahko skliče predsednik državnega zbora. V tem primeru sejo vodi najstarejši podpredsednik delovnega telesa.
Seznam sej delovnih teles 8. državnega zbora Republike Slovenije:

## Odbori

### Odbor za zadeve EU (OZEU)
| Seja     | Datum          | Ura  | Dokumenti | Opombe |
| -------- | -------------- | ---- | --------- | --- |
| 1. redna | 13. julij 2018 | 9:00 | [ 1 ]     | DELNO ZAPRTA; SKUPNA seja z OZP (1. točka dnevnega reda - Zasedanje Sveta EU za zunanje zadeve - 16. julij 2018) |
| 2. redna | 20. julij 2018 | 9:00 | [ 2 ]     | |

### Odbor za zunanjo politiko (OZP)
| Seja     | Datum          | Ura   | Dokumenti | Opombe |
| -------- | -------------- | ----- | --------- | --- |
| 1. nujna | 9. julij 2018  | 10:00 | [ 3 ]     | ZAPRTA; obravnava sodbe proti Hrvaški zaradi zavračanja implementacije arbitražne odločbe                         |
| 1. redna | 13. julij 2018 | 9:00  | [ 4 ]     | DELNO ZAPRTA; SKUPNA seja z OZEU (1. točka dnevnega reda - Zasedanje Sveta EU za zunanje zadeve - 16. julij 2018) |

### Skupni odbor (SO)
| Seja     | Datum          | Ura   | Dokumenti | Opombe |
| -------- | -------------- | ----- | --------- | --- |
| 1. nujna | 5. julij 2018  | 11:00 | [ 5 ]     | |
| 2. nujna | 11. julij 2018 | 11:00 | [ 6 ]     | ZAPRTA; obravnava predlogov sprememb dogovora med EK in Slovenijo glede prodaje NLB                       |
| 3. nujna | 18. julij 2018 | 10:00 | [ 7 ]     | obravnava zakona za zaščito NLB pred sodbami pred hrvaškimi sodišči in potencialnimi izvršbami premoženja |

## Stalne komisije

### Mandatno-volilna komisija (MVK)
| Seja     | Datum          | Ura                                  | Dokumenti | Opombe                                                                        |
| -------- | -------------- | ------------------------------------ | --------- | ----------------------------------------------------------------------------- |
| 1. redna | 22. junij 2018 | 30 minut po prekinjeni 1. seji zbora | [ 8 ]     | potrditev mandatov poslancev                                                  |
| 1. nujna | 28. junij 2018 | 9:00                                 | [ 9 ]     |                                                                               |
| 2. nujna | 19. julij 2018 | 10:00                                | [ 10 ]    | DELNO ZAPRTA; obravna obvestila o kazenskem postopku zoper Franca Rosca (SDS) |

## Other bodies

### Koelgija predsednika državnega zbora (Kolegij)
| Seja     | Datum          | Ura   | Dokumenti | Opombe |
| -------- | -------------- | ----- | --------- | ------ |
| 1. redna | 29. junij 2018 | 10:00 | [ 11 ]    |        |
| 2. redna | 6. julij 2018  | 11:00 | [ 12 ]    |        |
| 3. redna | 17. julij 2018 | 9:00  | [ 13 ]    |        |